# Overdose de barbitúricos
 A overdose de barbitúricos, ou sobredosagem de barbitúricos, é a intoxicação devido à ingestão de doses excessivas de barbitúricos. Os sintomas geralmente incluem dificuldade de raciocínio, falta de coordenação, diminuição do nível de consciência e dificuldade para respirar. As complicações da sobredosagem podem incluir edema pulmonar não cardiogênico. Em casos fatais, a morte ocorre geralmente devido à falta de respiração.
Uma overdose de barbitúricos pode ocorrer por acidente ou propositalmente, na tentativa de suicídio. Os efeitos tóxicos são aditivos aos do álcool e benzodiazepínicos. A dose letal varia de acordo com a tolerância de cada organismo a essa substância e de acordo com a maneira com que o medicamento foi ingerido. Os efeitos dos barbitúricos ocorrem através do neurotransmissor GABA. A exposição pode ser verificada testando a urina ou o sangue.
O tratamento consiste em promover a ventilação artificial e o aumento da pressão sanguínea do paciente. Apesar de o antídoto ser desconhecido, o carvão ativado pode ser útil no tratamento e podem ser necessárias inúmeras doses. Ocasionalmente, a hemodiálise pode ser considerada. A alcalinização da urina provou não ser útil para o tratamento. Embora já foram uma causa comum de overdose, os barbitúricos são hoje uma causa rara.

## Mecanismo de intoxicação
Os barbitúricos aumentam o tempo em que o poro de cloreto do receptor GABA A é aberto, aumentando assim a eficácia do GABA. Por outro lado, os benzodiazepínicos aumentam a frequência com a qual o poro do cloreto é aberto, aumentando assim a potência do GABA.

## Tratamento
O tratamento consiste em promover a ventilação artificial, uma vez que apresentada a dificuldade em respirar, e o aumento da pressão sanguínea do paciente. Apesar de o antídoto ainda ser desconhecido, o carvão ativado mostrou-se útil no tratamento e podem ser necessárias inúmeras doses. Ocasionalmente, a hemodiálise pode também ser considerada, uma vez que os barbitúricos, quando ingeridos, são detectáveis no sangue. A alcalinização da urina provou não ser útil para o tratamento.
Se o paciente está sonolento, porém acordado, e a deglutição e respiração podem ser realizadas sem grandes dificuldades, o tratamento pode ser tão simples quanto monitora-lo de perto. Se houver ausência respiratória, o tratamento poderá envolver ventilação mecânica até que sejam reduzidos os níveis do medicamento no corpo. A consulta a um psiquiatra é recomendada, pois tal fármaco é geralmente utilizado no tratamento de doenças psiquiátricas e devido ao fato de a sobredosagem por barbitúricos estar amplamente associada à tentativa de suicídio.

## Casos notáveis
Os casos notáveis e conhecidos de pessoas que cometeram suicídio por overdose de barbitúricos incluem: Gillian Bennett, Charles Boyer, Ruan Lingyu, Dalida, Jeannine "A freira cantora" Deckers, Felix Hausdorff, Abbie Hoffman, Phyllis Hyman, CP Ramanujam, George Sanders, Jean Seberg, Lupe Vélez e os membros da seita Heaven's Gate. Outros que morreram como resultado de overdose de barbitúricos incluem Pier Angeli, Brian Epstein, Judy Garland, Jimi Hendrix, Marilyn Monroe, Inger Stevens, Dinah Washington, Ellen Wilkinson e Alan Wilson; em alguns casos, estes também foram especulados como suicídios. Aqueles que morreram de uma combinação de barbitúricos e outras drogas incluem Rainer Werner Fassbinder, Dorothy Kilgallen, Malcolm Lowry, Edie Sedgwick e Kenneth Williams. Dorothy Dandridge morreu de overdose e embolia não relacionada. Ingeborg Bachmann pode ter morrido das consequências da abstinência de barbitúricos (ela foi hospitalizada com queimaduras, os médicos a trataram sem ter conhecimento de seu vício em barbitúricos). 